# (9036) 1990 SJ16
(9036) 1990 SJ16 là một tiểu hành tinh vành đai chính. Nó được phát hiện bởi Henry E. Holt ở Đài thiên văn Palomar in United States ngày 17 tháng 9 năm 1990.